# جام جم (روزنامه)
جام جم روزنامه‌ای است که از  ۱۰ اردیبهشت ۱۳۷۹ در سراسر ایران منتشر می‌شود و مهمترین تولید موسسه فرهنگی، مطبوعاتی جام جم به شمار می‌آید. صاحب امتیاز این روزنامه سازمان صداوسیما است. مدیرعامل کنونی مؤسسه مراد عنادی است. یوسف غروی قوچانی مدیرمسئول و سردبیر روزنامه است. این نشریه دارای ضمایمی است که به صورت روزانه و البته رایگان در کنار روزنامه عرضه می‌شوند. 
جام جم تنها روزنامه‌ای بوده که دارای چاپخانه‌های متعدد در سطح کشور (شش استان) بود. البته با تجمیع چاپخانه‌ها در تهران عملا برخوردار از مجتمع چاپخانه‌ای شده‌است‌، به گونه‌ای که تعداد زیادی از نشریات مطرح کشور، امور مربوط به چاپ را به مجتمع چاپخانه‌های جام جم سپرده‌اند.

## تاریخچه
روزنامه جام‌جم در تاریخ دهم اردیبهشت ماه 1379 پا به عرصه وجود گذاشت و پس از چند پیش‌شماره آزمایشی، نسخه اول آن بر روی پیشخوان دکه مطبوعات قرار گرفت. فلسفه وجودی و مبانی نظری ایجاد آن، وجود یک رسانه نوشتاری در کنار رسانه‌های دیداری و شنیداری رسانه ملی بود تا یکی از حلقه‌های بنگاه چندرسانه‌ای کشور را تکمیل کرده باشد. این امر نه‌تنها مغایرتی با ماموریت‌های ذاتی سازمان صداوسیما نداشته بلکه یک فرض ضروری برای آن و در کنار شبکه‌های رادیویی و تلویزیونی به حساب می‌آمد.
فضای متنوع و چندگونه مطبوعاتی در کشور، طبیعتاً دارای گرایش‌های سیاسی، ورزشی، اقتصادی بود اما روزنامه‌ای که بتواند فارغ از مباحث خاص سیاسی یا اقتصادی یا ورزشی، موضوعات فرهنگی و اجتماعی را بیشتر مورد توجه قرار دهد اصلا وجود نداشت یا کمتر منتشر شده بود. گو اینکه نفس عمل روزنامه‌نگاری و البته تحریریه جام‌جم بر این قرار گرفت که به تمامی حوزه‌های خبری بپردازد اما نگاهی یکسوگرایانه و یکجانبه‌نگر در امور سیاسی نخواهد داشت و به‌دنبال آلودگی‌های سیاسی برای مخاطبان نیست، چرا که اساسا به‌دنبال رنجش خاطر مخاطب نباید باشد.
اما وجه عمل در دور ماندن از منازعات و صرفاً روایت مباحث سیاسی و اقتصادی باعث شد توفیقی روزافزون برایش به ارمغان آید. با آنکه در ابتدای انتشار، جام‌جم 25000 نسخه را عرضه می‌نمود اما به دلیل مخاطب‌پذیری و اشتیاق ایشان به این روزنامه، در حدود 10 ماه پس از انتشار نسخ آن به 6 برابر زمان اولیه یعنی حدود 155/000نسخه بالغ شد تا در سبد خواندنی‌های مخاطبان و خانواده‌های کشور قرار گیرد. این اقبال عمومی تا بدانجا پیش رفت که در یکسال و نیم پس از انتشار اولین شماره، تیراژ آن به حدود 440000 نسخه در روز رسید و به عنوان پرتیراژترین روزنامه کشور مطرح گشت.
البته اکنون نیز با توجه به ضریب نفوذ بالای فضای اطلاع‌رسانی مجازی و تغییرات گسترده در نوع کارکرد روزنامه‌های کاغذی در سراسر دنیا به خصوص در ایران، همچنان جام جم عنوان پرمخاطب‌ترین را در سطح کشور یدک می‌کشد. تولیدات دفاتر سرپرستی و نمایندگان استانی موسسه جام جم تحت عنوان ویژه‌نامه‌های استانی روزنامه که برای اولین بار در تاریخ مطبوعات کشور به ثمر رسیده، خود مسبب رونق و همراهی مخاطبان استانی و به تبع آن در سطح کشور شده است.

## فهرست مدیران مسئول روزنامه
- حسین انتظامی
- علی‌اصغر جعفری
- بیژن مقدم
- مراد عنادی
- سید علیرضا شریفی
- مهدی عرفاتی
- مهدی گیوه‌کی
- یوسف غروی قوچانی